# 曹禮
曹礼（208年—229年），曹魏皇子，封元城王。魏文帝曹丕之子。母徐姬，曹丕的妾室。

## 生平
黄初二年（221）封为秦公，封地为京兆郡。黃初三年（222）改封为京兆王。曹丕赐死元配甄氏后，以为甄氏之子曹心怀怨恨，想立曹礼为嗣，因而一直没有立太子。黄初六年（225），曹礼改封元城王。黄初七年（226）曹丕病重将死，才立曹叡为太子。曹丕死后，曹叡继位为魏明帝。
明帝太和三年（229）四月，曹礼去世，谥號哀，无子。

## 嗣子
太和五年，以任城王曹楷（曹操孙，曹彰之子）之子曹悌嗣曹礼后。太和六年，曹悌改封为梁王。曹魏景初、正元、景元年间，屢次增加封邑，達到四千五百户。

## 延伸阅读
[在维基数据编辑]
 《三國志·卷20》，出自陳壽《三國志》

## 资料
- 《三国志》

1. ↑  《三國志·魏志·明帝紀》